# Ferruccio Busoni
Ferruccio Busoni (1 tháng 4 năm 1866 – 27 tháng 7 năm 1924) là một nhà soạn nhạc, nghệ sĩ piano, nhạc trưởng, người biên soạn, nhà văn và là giáo viên người Ý. Sự nghiệp và danh tiếng quốc tế của Busoni đã khiến ông có được nhiều sự hợp tác chặt chẽ với những nhạc sĩ, nghệ sĩ và nhân vật văn học hàng đầu trong thời đại của mình. Ông đồng thời còn là một giảng viên đàn phím và giảng viên sáng tác âm nhạc được ưa thích.